# Huhtisaari (ö i Birkaland, Övre Birkaland, lat 62,22, long 24,03)
Huhtisaari är en ö i Finland. Den ligger i sjön Uurasjärvi och i kommunen Virdois i den ekonomiska regionen  Övre Birkalands ekonomiska region  och landskapet Birkaland, i den sydvästra delen av landet, 230 km norr om huvudstaden Helsingfors. Öns area är 8,8 hektar och dess största längd är 420 meter i nord-sydlig riktning.